# Билиопанкреасна диверзија
Билиопанкреасна диверзија  једна је од малапсорптивних баријатријска хируршка метода у низу доступних опција лечења за смањење телесне тежине у случајевима тешке гојазности, које је све раширеније и стално расте широм света, а јавља се, према подацима Светске здравствене организације, када је индекс телесне масе (БМИ) једнак или већи од 30 kg/m².
Она има за циљ да одложи спајање дигестивне течности за варење са унесеном храном како би се смањило варење, а тиме и апсорпција хране. Тиме она омогућава смањење цревне апсорпције масти и скроба, али не и једноставних шећера садржаних у воћу, слаткишима, слатким пићима, млеку и алкохолу.    

## Историја
Гојазност погађа најмање једну трећину одраслих и 17% младих у Сједињеним Америчким Државама и доводи до повећаног ризика од повезаних коморбидитета као што су болести срца и дијабетес типа 2. После много година неуспешних медицинских третмана гојазности, развили су се различити успешни хируршки баријатријски третмани, међу које се убраја и билиопанкреасна диверзија.
Билиопанкреасна диверзија као једна од баријатријских хируршких метода изведена је након  истраживања италијанских лекара: први пут на Универзитету у Ђенови 1976. године.  Ова врста хируршке операције је извођена до 2000. године лапаротомском техником, инвазивнијом и тежом методом за пацијента. Након тога, појава лапароскопске хирургије, омогућила је лакше извођење операције, брже зарастање ране, тако да су се лапароскопска билиопанкреасна диверзија и њене варијанте, усталиле као метода у области баријатријске хирургије захваљујући малом броју компликација укључених у њено извођење и доказаној ефикасности у смањењу телесне тежине.

## Клинички значај
Гојазност се сада сматра пуноправном болешћу и достигла је размере епидемије, које изгледа да расту. Еволуција баријатријске хирургије и технолошке иновације које су револуционисале ову област нуде потенцијални лек за ове пацијенте. Билиопанкреасна диверзија једна је од операција која је доказала да даје доследне резултате за праве пацијенте.
Није сваки гојазни пацијент добар кандидат за ове операције, а низ фактора треба узети у обзир пре него што се гојазна особа одлучи за операцију губитка телесне тежине.
Иако постоји ризик од компликација, огромна већина ових пацијената се веома добро осећа и често побеђује болест и њене пратеће знаке и симптоме. Мешутим пре интервенција сви кандидати за ову операцију требало би да буду едуковани о овој теми и да их лекари обавесте да и компликација као опција постоји.

## Индикације
Билиопанкреасна диверзија се препоручује следећим пацијентима:
- Који су већ били подвргнути операцији гојазности, али нису успели да изгубе пораст телесне тежине.
- Које имају тешке метаболичке компликације гојазности, тешког облика шећерне болести и/или хиперхолестеролемију
- Не могу да прихвате да се одричу хране
- Који имају исхрану која укључује солидну количину протеина (месо, риба, јаја, кобасица, сир) и не пате од цревних тегоба или не болују од цревних обољења која доводе до смањене апсорпције.

## Контраиндикације
Као и код других операција које су део баријатријске хирургије (на пример , гастрични бајпас или гастрични бандаж ), не постоје апсолутне контраиндикације за операцију билиопанкреасне диверзије, већ само релативне контраиндикације, као што су:
- тешка срчана инсуфицијенција,
- портална хипертензија ;
- нестабилна коронарна болест срца,
- болест плућа у завршној фази,
- стална онколошка терапија,
- зависност од алкохола, злоупотреба психоактивних супстанци и дрога.
- смањене когнитивне способности.

## Поступак
Билиопанкреасна диверзија (са којом се постиже смањење од око 65/75% вишка телесне тежине у односу на ону присутну у периоду који претходи операцији),  технички,  укључује три хируршка маневра изведена током исте операције:
- Уклањање око две трећине желуца, посебно дисталног дела желуца који такође укључује пилорус, односно пролаз између желуца и дуоденума, први сегмент танког црева;
- Холецистектомију, или уклањање жучне кесе, неопходно за спречавање могућег стварања камена у жучи у будућности;
- Праву билиопанкреасну диверзију, која се састоји у изгради двоструког цревног канала који омогућава да се одложи тренутак у којем желудачни сокови и унесена храна долазе у међусобни контакт.

Да би се постигао овај резултат, једна цревна цев која чини танко црево је подељена на две без трајног уклањања било ког анатомског дела овог тракта. При томе ће кроз један од новонасталих канала, који се зове алиментарни тракт, проћи само храна, док ће кроз други, који се зове билиопанкреасни тракт, проћи само дигестивне течности које луче јетра и панкреас.
Сусрет између материјала за исхрану и ензима који омогућавају варење дешава се само неколико десетина центиметара од настанка дебелог црева, природног продужетка танког црева, и стога ће апсорпција хранљивих материја бити могућа само у веома ограниченом облику. Нутријенти као што су сложени угљени хидрати и масти, који се конзумирају прекомерно и одређују повећање телесне тежине, апсорбоваће се у веома малој мери, што пацијенту омогућава да губи телесну тежини и избегава потребу за држањем  строге дијете јер операција утиче на апсорпцију хранљивих материја, а не на количину унесене хране.

## Припрема
Потребно је много планирања да би се осигурао успешан исход за пацијенте који су подвргнути операцији гојазности. Бројни квалификовани медицински стручњаци као што су психијатри/психолози, нутриционисти, лекари опште праксе и социјални радници су саставни део оптимизације пацијената. Пацијенти често похађају групне часове осмишљене да их образују о променама у начину живота којима ће морати да се подвргну и шта могу да очекују пре и после операције. Исхрана и психолошки аспекти операције су подједнако важни као и технички детаљи и физичке промене које операција подразумева. Шестомесечни процес који укључује овај интерпрофесионални тим професионалаца је оно што пацијенти који размишљају о операцији гојазности треба да очекују.

## Предности
Предности ове методе су: 
- губитка тежине који је еквивалентан губитку од око 70% вишка тежине за 12-18 месеци.

- губитку тежине не захтева ограничен унос исхране

- након интервенције, пацијент ће имати много слободнију исхрану од оне коју нуде друге методе.

Због ових предности , након операције могуће је слободно јести све, осим једноставних шећера који се налазе у одређеним врстама намирница (на пример, слаткиши, воће, алкохол, безалкохолна пића), чија се конзумација мора у сваком случај треба пажљиво контролисати јер се њихова апсорпција не мења након билиопанкреасне диверзије.

## Компликације
Могуће компликације, које могу бити:

### Хитна хируршка интервенција
Јавља  се у првих неколико недеља након операције. Међу хитним компликацијама, које заједно погађају око 4% оперисаних пацијената, спадају:
- инфекција ране;
- плућна емболија ;
- бронхопнеумонија ;
- хемоперитонеум.

- касна хируршка интервенција, која се јавља након месец дан од операције,

- касне компликације у исхрани .

### Касне хируршке интервенције
У касна хируршка интервенција, која се јављају након месец дан од операције,  спадају:
- чир
- опструкција црева, као последица адхезија,
- кила на месту хируршке ране, названа инцизиона хернија ;

### Касне компликације у исхрани
Касне компликације у исхрани могу бити:
- анемија,
- недостатак витамина,
- понављајућа потхрањеност протеина,
- епизодна потхрањеност протеинима,
- остеопороза.